# Мессьє 107
Мессьє 107 (також відоме як M107 та NGC 6171) є кулястим зоряним скупченням у сузір'ї Змієносця.

## Історія відкриття
Об'єкт  був відкритий П'єром Мешеном у квітні 1782 року, а потім незалежно від нього Вільямом Гершелем у 1793 році. Син Гершеля, Джон, у своєму Загальному каталозі 1864 року описав його як «велике кулясте скупчення зірок».  Лише в 1947 році Гелен Сойєр Хогг додала його та ще три об’єкти, знайдені Мешеном, до сучасного каталогу.

## Цікаві характеристики
M107 знаходиться близько до галактичної площини і приблизно в 20 900 світлових років від Землі  і 9,78 св. р. (3,000 пк) від Галактичного Центру.

## Спостереження

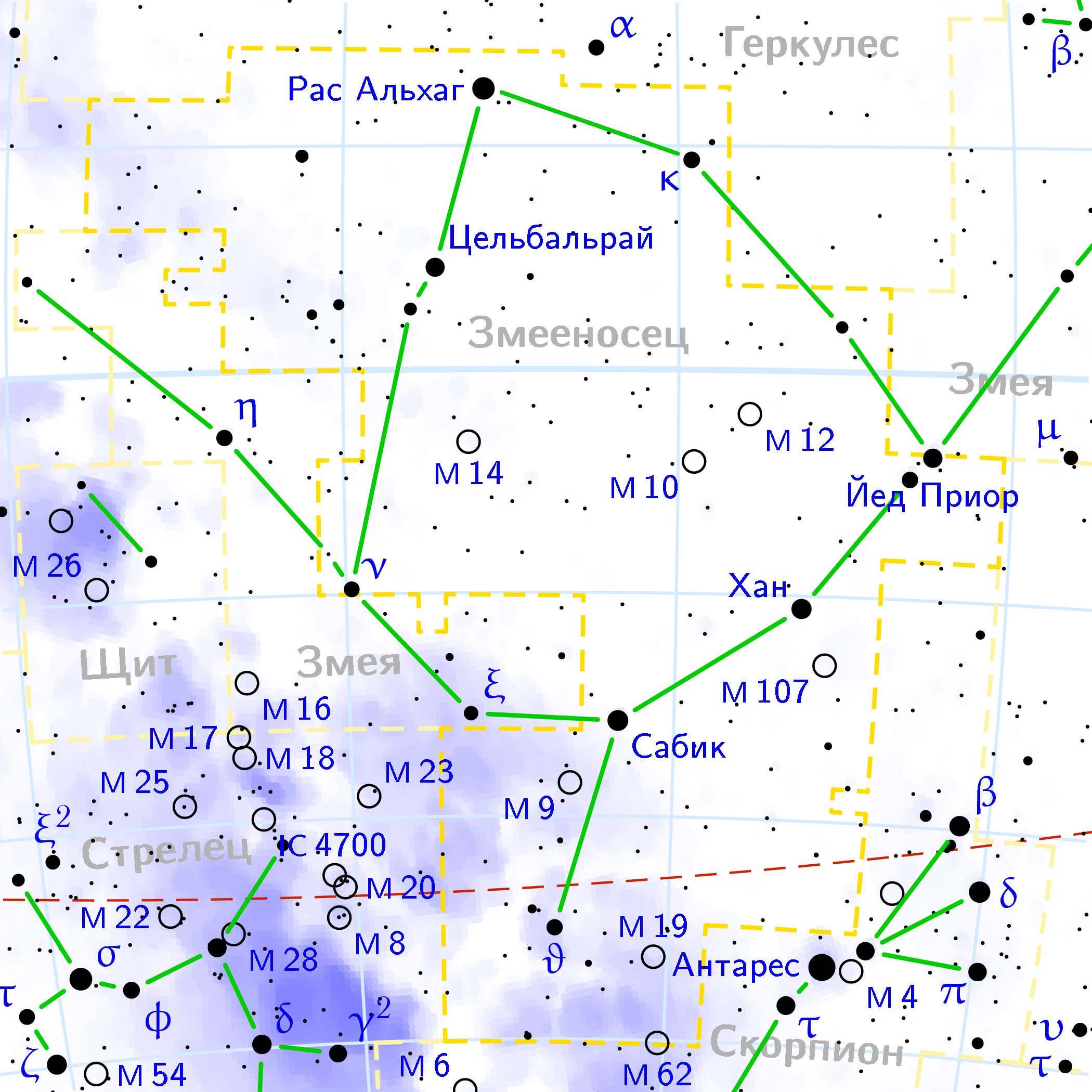
М107 в сузір'ї Змієносця

### Сусіди по небу з каталогу Мессьє
- M10 — найближчий сусід — кулясте скупчення в 7 градусах на південно-схід;
- M12 — (на захід) менше концентроване, не настільки яскраве;

### Послідовність спостереження в «Марафоні Мессьє»
… М12' → М10 → М107 → М80 → М56 …

## Зображення

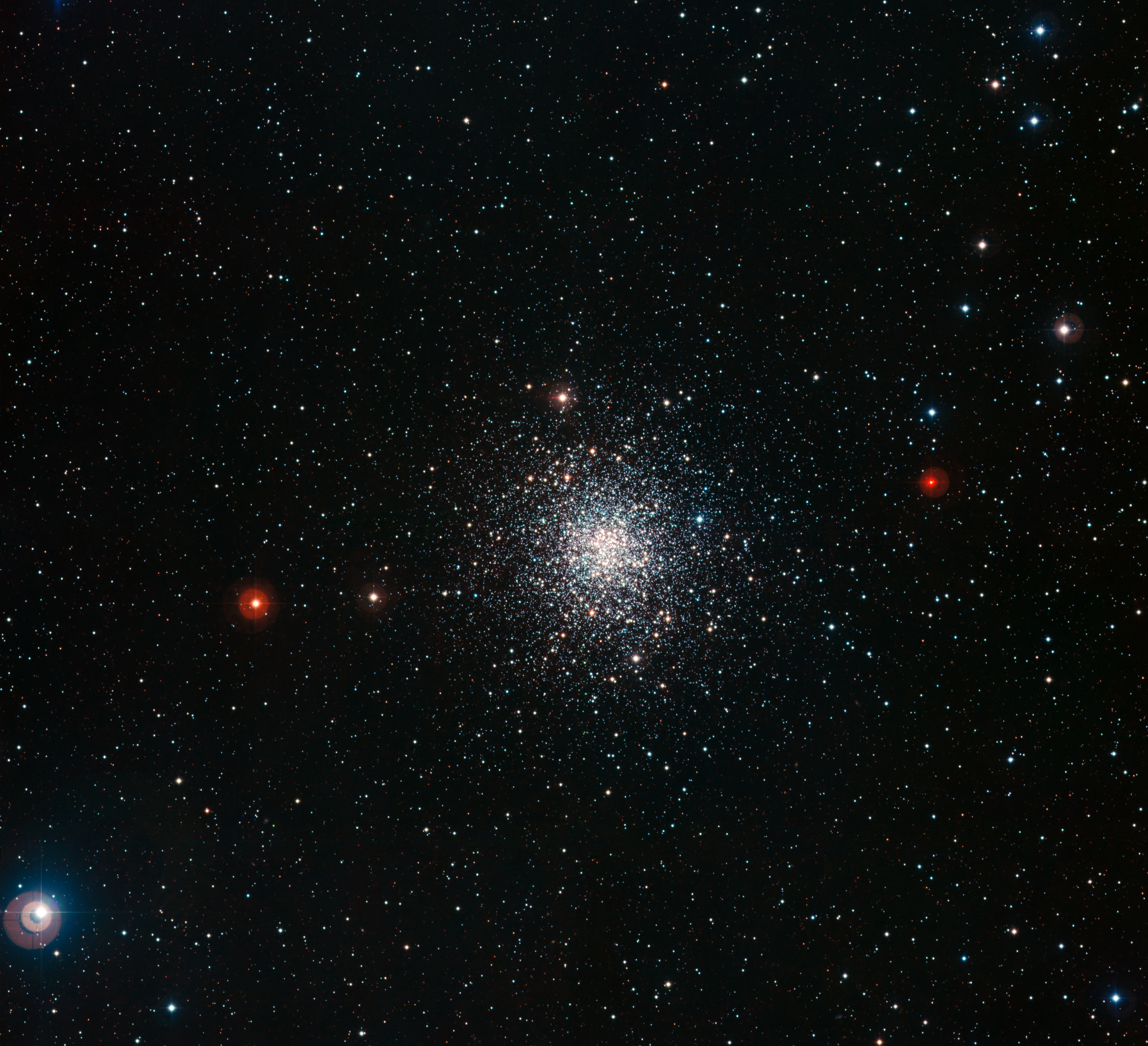
Мессьє 107 зображення знято Wide Field Imager (WFI) ESO 2.2-метровим телескопом.

## Навігатори
Координати:  16г 32м 31.91с, −13° 03′ 13.1″